# Згорње Дупље
Згорње Дупље (словен. Zgornje Duplje) је насељено место у општини Накло, Горењска регија, Словенија.

## Историја
До територијалне реорганизације у Словенији биле су у саставу старе општине Крањ.

## Становништво
У попису становништва из 2011. године, Згорње Дупље је имало 517 становника.
| Број становника према пописима | Број становника према пописима | Број становника према пописима |
| ------------------------------ | ------------------------------ | ------------------------------ |
| 1991                           | 2002                           | 2011                           |
| 454                            | 489                            | 517                            |